# Дедово (озеро, Херсонская область)
Дедово— озеро в дельте Днепра, расположенное на территории Херсонского района (Херсонская область, Украина). Площадь — около 1,7 км². Тип общей минерализации — пресное. Происхождение — пойменное. Группа гидрологического режима — сточное.
Расположено в границах Нижнеднепровского национального природного парка.

## География
Длина — 2,8 км, ширина наибольшая — 0,6 км. Глубина наибольшая — 2 м. Котловина вытянутой формы с запада на восток. Северные берега высокие, южные — низменные. Берега озера служат местом отдыха.
Дедово расположено в северной части дельты Днепра. Сообщается с Днепром протоками. В озеро впадают протоки Борщевка и Подпильня, ответвляющаяся от рукава Рвач. Вытекает протока, впадающая в Рвач. Соединяется рукавом Рвач с Днепро-Бугским лиманом. Озёра Дедово и Золотое с рукавом Рвач и протоками образовывают речные острова. На северном берегу озера расположено село Кизомыс.
Питание за счёт водообмена с Днепром. Вследствие нагонных течений с Днепро-Бугского лимана минерализация воды в природных слоях возрастает до 120-150 мг/л, содержание кислорода уменьшается до 5%. Зимой замерзает. Дно песчаное, устлано слоем тёмно-серого ила.

## Природа
Вдоль берегов заросли прибрежно-водной растительности (тростник обыкновенный, рогоз узколистный, рдест, элодея канадская). Встречаются редкие (краснокнижные) виды растений (рогульник, болотноцветник щитолистный, сальвиния плавающая).
Дедово — место нереста леща, судака, тарани. Водится ондатра, водяная полёвка. Есть множество водоплавающих птиц. Возле озера встречаются редкие виды бабочек (махаон, подалирий, поликсена).